# ドーナツの日

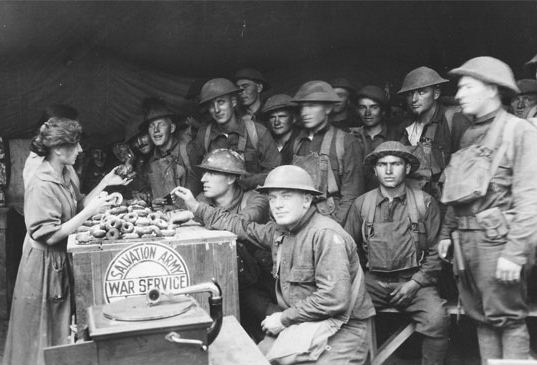
救世軍のボランティアが海外を訪れ、最前線近くの廃屋にドーナツを提供できる小屋を設置した。

ドーナツの日（ドーナツのひ、英語: National Doughnut Dayまたは英語: National Donut Day）は、毎年6月の第1金曜日に祝われるアメリカ合衆国の記念日である。第一次世界大戦でドーナツを兵士に提供した救世軍のメンバーを記念して、救世軍が1938年から行っている同名の募金イベントに由来する。
この日には、アメリカ合衆国の多くのドーナツ店で、ドーナツが無料で配られる。

## 歴史

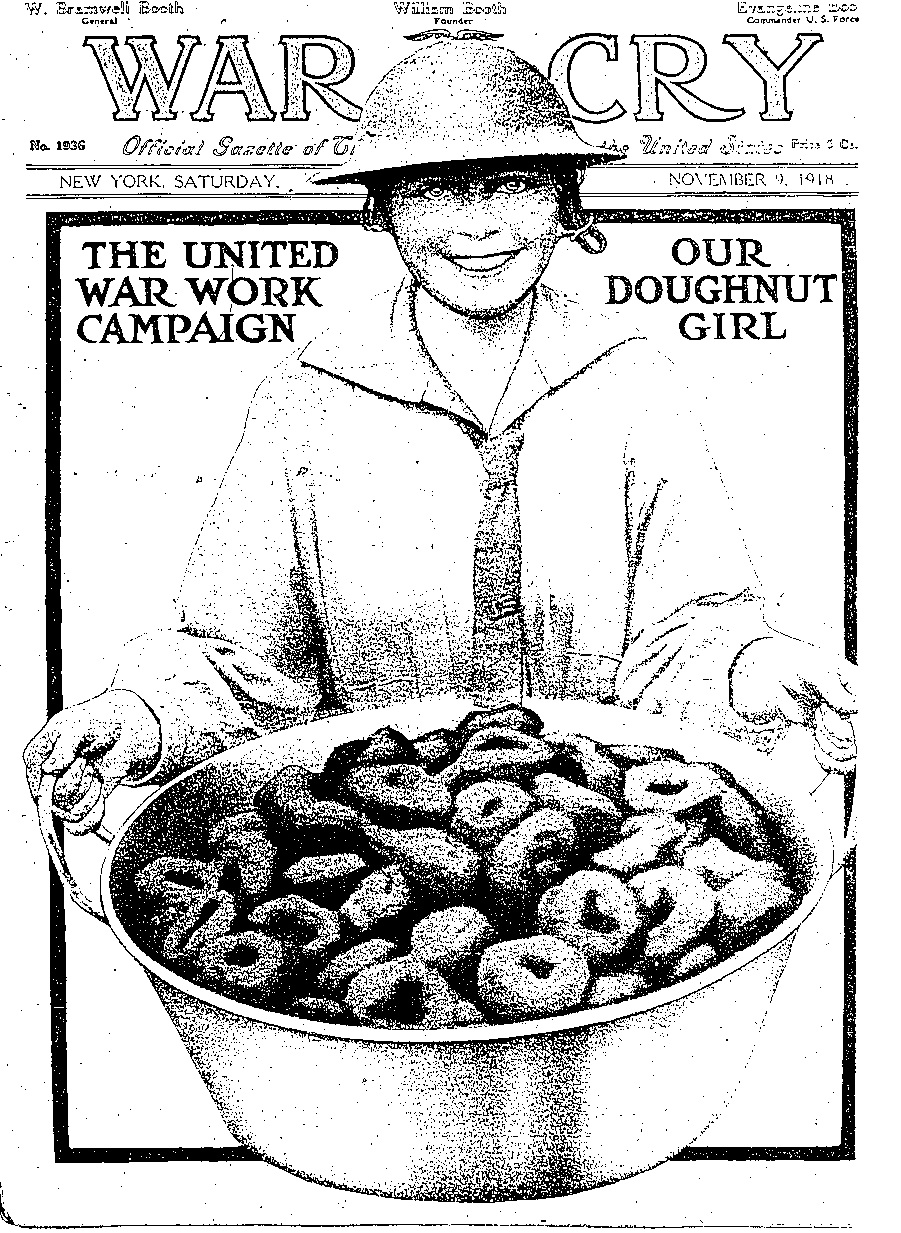
Donut Dolliesと呼ばれる救世軍の女性ボランティアは、1918年にアメリカの兵士を支援するためにフランスを訪れた。